# Bart van Wees

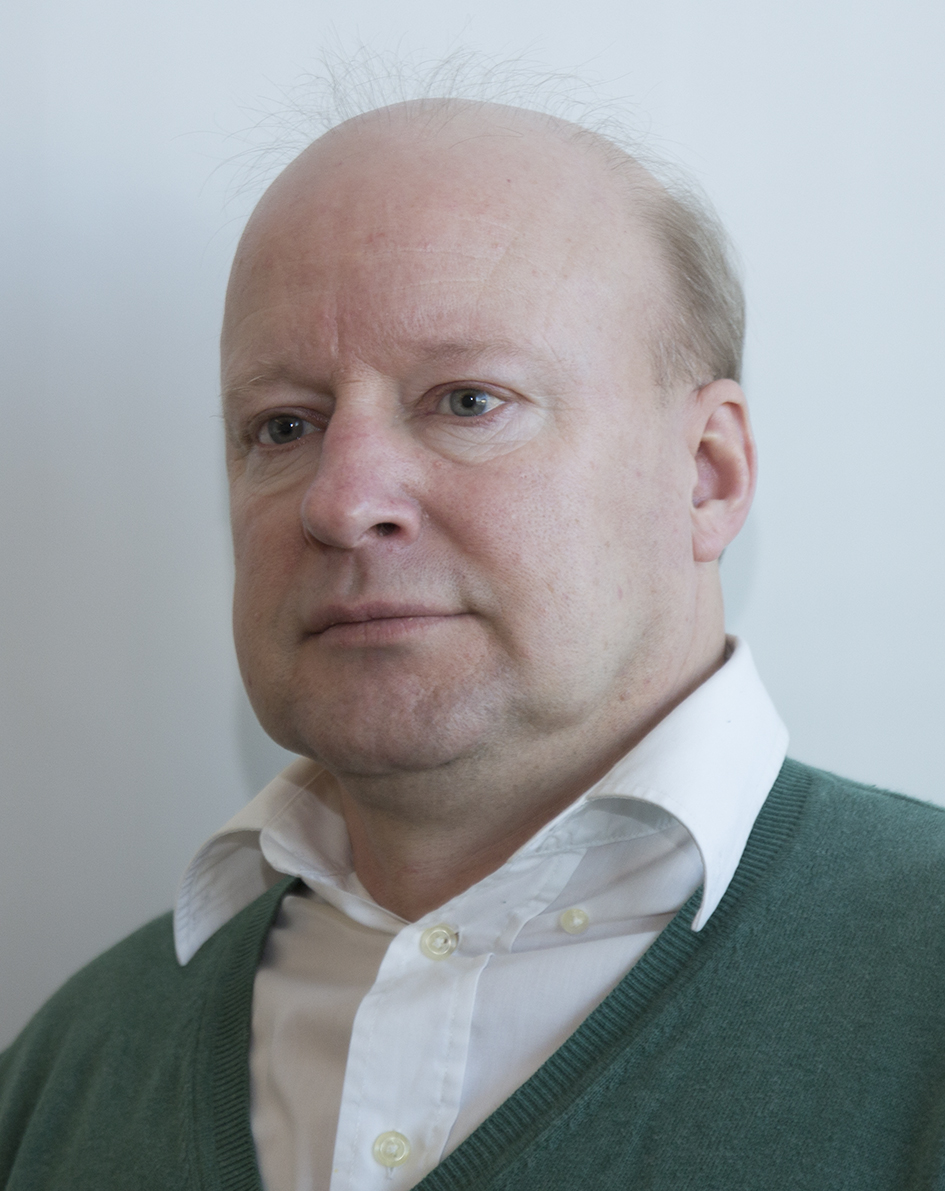
Bart van Wees

Bart Jan van Wees (* 4. August 1961 in Nootdorp) ist ein niederländischer Physiker, der sich mit Nanowissenschaft, Angewandter Physik und Festkörperphysik befasst. Er ist Hochschullehrer an der Reichsuniversität Groningen.
Van Wees studierte ab 1985 Angewandte Physik (Technische Naturkunde) an der TU Delft und wurde dort 1989 bei J. E. Mooij promoviert (Quantum ballistic and adiabatic transport, studied with quantum point contacts). Ab 1991 war er an der Reichsuniversität Groningen und 1994 war er Gastwissenschaftler am NTT-Forschungslabor in Atsugi. 2000 wurde er  Professor für Technische Physik in Groningen mit Schwerpunkt Nanowissenschaft. Er war ab 2003 Projektleiter des Zernike Nano Lab in Groningen und leitete 2008 bis 2010 den Bereich Organische Elektronik am Zernike Institute for Advanced Materials und ab 2010 das Projekt nanostrukturierte Materialien mit elektromagnetischer Funktionalität.
Ab Ende der 1980er Jahre ein Pionier der Nanoelektronik und mesoskopischen Physik. Mit Carlo Beenakker und Henk van Houten fand er 1988 Quantenpunktkontakte, bei denen die Leitfähigkeit quantisiert ist. Van der Wees entdeckte auch das damals unerklärliche Phänomen der Zero-Bias Anomaly (ZBA) bei sehr dünnen Drähten (Nanodrähte) und den Supraleitungs-Naheffekt (Induzierung von Supraleitung in benachbartem Metall oder Halbleiter).
Ab 2000 wandte er sich der Spintronik zu. Mit Laurens Molenkamp stellte er Inkompatibilität in der Leitfähigkeit (conductance mismatch) als Haupthindernis für Injektion spinpolarisierter Elektronen von einem Ferromagneten in Halbleiter heraus.  Seine Gruppe leistete Pionierarbeit beim Einsatz von Graphen in der Spintronik und demonstrierte 2007 erstmals Spintransport in Graphen bei Raumtemperatur. Durch verschiedene Verfahren konnten sie die anfangs geringe Effizienz der Injektion spinpolarisierter Elektronen vom Ferromagneten in Graphen von 10 % auf 100 % verbessern. Er forschte auch über Thermoelektrizität und Spintronik. Mit seinem Chemikerkollegen Ben Feringa in Groningen arbeitet er auch an molekularen Schaltern.
2016 erhielt er den Spinoza-Preis. 2014 wurde er Fellow der American Physical Society. 1993 erhielt er den Shell Award mit Henk van Houten und Carlo Beenakker.

## Schriften
- mit H. van Houten, C. W. J. Beenakker, J. Gr. Williamson, L. P. Kouwenhoven, D. van der Marel, C. T. Foxon: Quantized conductance of point contacts in a two-dimensional electron gas, Physical Review Letters, Band 60, 1988, S. 848, Abstract
- mit G. Schmidt, L. Molenkamp, A. T. Filip: A fundamental obstacle for electrical spin injection from a ferromagnetic metal into a diffusive semiconductor, Phys. Rev. B, Band 62, 2000, S. 4790
- mit F.J. Jedema, A.T. Filip: Electrical spin injection and accumulation at room temperature in an all-metal mesoscopic spin valve, Nature, Band 410, 2001, S. 345–348
- mit N. Tombros, C. Josza, M. Popinciuc, H.T. Jonkman: Electronic spin transport and spin precession in single graphene layers at room temperature, Nature, Band 448, 2007, S. 571–574
- mit G.E.W. Bauer, E. Saitoh: Spin caloritronics, Nature Materials, Band 11, 2012, S. 391
- mit P. J. Zomer, M. H. D. Guimarães, N. Tombros: Long-distance spin transport in high-mobility graphene on hexagonal boron nitride, Phys. Rev. B, Band  86, 2012, S. 161416